# Flammulaster foliicola
Flammulaster foliicola är en svampart som beskrevs av E. Horak 1980. Flammulaster foliicola ingår i släktet Flammulaster och familjen Inocybaceae.   Inga underarter finns listade i Catalogue of Life.